# 幸福の条件
『幸福の条件』（こうふくのじょうけん、原題: Indecent Proposal）は、1993年にアメリカ合衆国で製作された恋愛映画。

## 概要
ジャック・エンゲルハードの同名小説を、ロバート・レッドフォード主演で映画化した作品。共演者にデミ・ムーアとウディ・ハレルソンなど、豪華な出演陣ではあったが、その年のゴールデンラズベリー賞のほとんどの部門にノミネートされ、そのうち「最低作品賞」「最低助演男優賞」「最低脚本賞」を受賞した。

## ストーリー
建築家のデヴィッドとその妻であるダイアナは、大恋愛の末に結婚した仲睦まじい夫婦である。将来は彼が設計した家に住むというのが、2人の夢であり、そのために多額のローンを組んで土地を購入していた。しかし、不況の影響でデヴィッドが会社を解雇されてしまい、折角買った土地も手放さなければならなくなってしまう。辛い現状に苦しむ2人は、最後の望みをラスベガスのカジノに託す。だが、その結果は無情なもので、2人は全財産を失ってしまう。
絶望の淵に立つ2人であったが、そんな2人の前に億万長者であるジョンが現れる。彼は、人妻であるダイアナに一目惚れしてしまったというのだ。しかも彼は驚くべき提案を2人に持ちかける。それは「彼女と一晩を過ごさせてくれるなら、100万ドルを2人に差し上げよう」というものだった。この非常識な提案に怒りを露わにする2人であったが、金が必要なことは事実であり、ついに彼の申し出を受けることにしてしまう。

## 登場人物
ジョン・ゲージ
演 - ロバート・レッドフォード
億万長者。ダイアナに一目ぼれする。ダイアナに対する愛情は本物だが手段を選ばない強引な部分もある。
ダイアナ・ベナブル
演 - デミ・ムーア
デヴィッドの妻。夫との馴れ初めは高校生の時。19歳の時にデヴィッドにプロポーズされて結婚。
デヴィッド・ベナブル
演 - ウディ・ハレルソン
建築士。衣類を床に投げ捨てるなど、だらしない。
シャックルフォード
演 - シーモア・カッセル
ゲージの部下。
ジェレミー・グリーン
演 - オリヴァー・プラット
弁護士。ベナブル夫妻の共通の友人。
ヴァン・ビューレン
演 - ピエール・エプスタイン
サイアーク建築学校の教師。

## キャスト
| 役名                 | 俳優                     | 日本語吹替 | 日本語吹替 |
| 役名                 | 俳優                     | ソフト版 | 日本テレビ版 |
| -------------------- | ------------------------ | --- | --- |
| ジョン・ゲージ       | ロバート・レッドフォード | 野沢那智 | 野沢那智 |
| ダイアナ・ベナブル   | デミ・ムーア             | 勝生真沙子 | 田中敦子 |
| デヴィッド・ベナブル | ウディ・ハレルソン       | 大塚明夫 | 大塚明夫 |
| シャックルフォード   | シーモア・カッセル       | 中庸助 | |
| ジェレミー・グリーン | オリヴァー・プラット     | 塩屋浩三 | 野島昭生 |
| 日帰り旅行者         | ビリー・ボブ・ソーントン | | |
| ラングフォード       | リップ・テイラー         | 今西正男 | |
| オークションの司会者 | ビリー・コノリー         | 塚田正昭 | |
| 不動産屋             | ジョエル・ブルックス     | 稲葉実 | |
| ヴァン・ビューレン   | ピエール・エプスタイン   | 藤本譲 | |
| 本人役               | シーナ・イーストン       | | |
| 本人役               | ハービー・ハンコック     | | |
| その他               |                          | 山脇小径 田野めぐみ 増田ゆき 荒川太郎 納谷六朗 塚田正昭 竹口安芸子 堀越真己 津田英三 小島敏彦 星野充昭 喜田あゆ美 | 小山武宏 池田勝 福田信昭 中庸助 竹村叔子 水原リン 星野充昭 滝沢ロコ 湯屋敦子 沢海陽子 松谷彼哉 乃村健次 中村雄一 小野英昭 |
|                      |                          | | |
| 演出                 |                          | 中野寛次 | 佐藤敏夫 |
| 翻訳                 |                          | 木原たけし | 木原たけし |
| 調整                 |                          | 荒井孝 | 高久孝雄 |
| 効果                 |                          | | サウンドボックス |
| 制作                 |                          | 東北新社 | 東北新社 |

- ソフト版：VHS・DVD・BD収録
- 日本テレビ版：初回放送1997年4月11日『金曜ロードショー』

## スタッフ
- 監督 - エイドリアン・ライン
- 製作 - シェリー・ランシング
- 製作総指揮 - トム・シュルマン、アレックス・ガートナー
- 原作 - ジャック・エンゲルハード
- 脚本 - エイミー・ホールデン・ジョーンズ
- 撮影 - ハワード・アサートン
- 音楽 - ジョン・バリー

## 受賞・ノミネート
- 第14回ゴールデンラズベリー賞
  - 受賞 - 最低作品賞
  - 受賞 - 最低助演男優賞 - ウディ・ハレルソン
  - 受賞 - 最低脚本賞 - エイミー・ホールデン・ジョーンズ、原作者のジャック・エンゲルハード
  - ノミネート - 最低男優賞 - ロバート・レッドフォード
  - ノミネート - 最低女優賞 - デミ・ムーア
  - ノミネート - 最低監督賞 - エイドリアン・ライン
  - ノミネート - 最低主題歌賞 - "In All The Right Places"

- 第16回スティンカーズ最悪映画賞
  - ノミネート - 最悪男優賞 - ロバート・レッドフォード
  - ノミネート - 最悪女優賞 - デミ・ムーア